# Grb Hondurasa
Grb Hondurasa prihvaćen je 1825. godine, a 1935. je malo izmijenjen. Na grbu se nalazi trokut u kojem je vulkan između dvije kule, koje simboliziraju jednakost i slobodu, a iznad njih je masonsko oko. Oko trokuta je natpis u ovalnom obliku, Republica de Honduras, Libre, Soberana e Independiente ("Republika Honduras, slobodna, suverena i neovisna"), a na dnu ovala je datum proglašenja neovisnosti Hondurasa, 15. rujan 1821.
Van ovala je tobolac za strijele, koji simbolizira Indijance, starosjedioce Hondurasa. Tu su i hrastovi, borovi te simboli poljoprivrede i rudarstva.